# Vladimir Hudolin
Vladimir Hudolin (Ogulin, 2. svibnja 1922. – Zagreb, 26. prosinca 1996.), hrvatski psihijatar.
Rođen je u Ogulinu, srednju školu završio na Sušaku, Medicinski fakultet u Zagrebu. Specijalizaciju iz neurologije i psihijatrije završio u Zagrebu. Obranio doktorat iz medicinskih znanosti, postigao naslov primarijusa i habilitirao za docenta na Medicinskom fakultetu u Zagrebu. Redoviti profesor na stomatološkom fakultetu u Zagrebu. Predstojnik Klinike za neurologiju, psihijatriju alkoholizam i druge ovisnosti, tada kliničke bolnice, "Mladen Stojanović" u Zagrebu.

## Karijera
Kao liječnik psihijatar, od 40-ih do 90-ih godina 20. stoljeća, prof. dr. Vladimir Hudolin prošao je sve faze razvoja struke, od inzulinskih koma i zatvorenih kreveta-kaveza, do integracije psihijatrije u društvene sustave.
Prof. dr. Vladimir Hudolin zaposlio se je 1947. godine u bolnici Sestara milosrdnica. Od 1954. godine bavi se kompleksnom problematikom alkoholizma. Predstojnikom Odjela za neurologiju i psihijatriju postao je 1959., nakon prof. dr. Josipa Breitenfelda.
- 1953. godine prof. Hudolin je ostvario koncept "otvorenih vrata" i time obilježio prve korake socijalne psihijatrije u nas. Prof. Hudolin je vrlo rano došao do zaključka, da je duševna bolest ekološki, interakcijski i multi-dimenzionalni problem i da se u tom smislu trebaju usmjeriti zašita i unapređivanje duševnog zdravlja.

Kao prirodni vođa bio je sposoban da na autoritativan način uspješno vodi velike terapijske skupove.
Razvija se i ambulantna služba, te pri njoj, 1968. godine, dispanzer za liječenje alkoholizma, kojemu su pripadala područja udaljena 30-80 km od Zagreba - Varaždin, Sisak, Petrinja, Karlovac i Žumberak. Taj oblik parcijalne hospitalizacije kasnije je prerastao u Vikend bolnicu.
Osobna sklonost prof. dr. Vladimira Hudolina toj problematici, uz njegovu poznatu karizmatičnu osobnost i golemu poduzetnost i energiju, uz povoljne prostorne, ali i društvene i političke uvjete, dovela je uskoro do procvata konstruktivnog prilaza alkoholnoj problematici, prvo u našoj zemlji a onda i u susjednim zemljama.
- Godine 1964. osnovao je i prvi Klub liječenih alkoholičara u Hrvatskoj - prvo u bolnici, kao ogledni klub, a zatim Klub liječenih alkoholičara Maksimir, što je bio početak osnivanja klubova liječenih alkoholičara u Zagrebu, a onda i u cijeloj Hrvatskoj. Usporedo je osnovan i Savez za borbu protiv alkoholizma, koji je djelovao više preventivno i s vremenom prerastao u Savez za zaštitu duševnog zdravlja, suzbijanje alkoholizma i drugih ovisnosti, obuhvaćajući preventivnu, terapijsku a ponajviše rehabilitacijsku komponentu alkoholne problematike.

- Godine 1965. organiziran je program liječenja i rehabilitacije alkoholičara, štićenika KPD Lepoglava.

- Godine 1971. Odjel za neuropsihijatriju postao je klinikom za neurologiju, psihijatriju i druge ovisnosti kojoj je predstojnik prof. dr. Vladimir Hudolin. Prof. Hudolin bio je redoviti profesor i predstojnik Katedre za neurologiju, psihijatriju i kliničku psihologiju na Stomatološkom fakultetu u Zagrebu.

- Godine 1972. otvoren je Odsjek za ovisnosti o drogama, organiziran program kombiniranog liječenja alkoholizma i tuberkuloze u Bolnici Klenovnik.

Prof.dr. Hudolin bio je organizator i suorganizator velikog broja nacionalnih i međunarodnih kongresa, simpozija i stručnih sastanaka.
Zadnjih desetak godina, od umirovljenja 1987. godine do prerane smrti 26. prosinca 1996., Hudolin je najviše djelovao u Italiji, organizacijski i edukativno i pod njegovim vodstvom i po njegovoj metodi osnovano je dvije i pol tisuće "sunčanih" i zajednici okrenutih klubova liječenih alkoholičara. Klubovi su se iz Italije proširili i u druge zemlje Europe i svijeta.
Za svoj rad na području psihijatrije, a posebno alkohologije, primio je niz domaćih i međunarodnih priznanja, među kojima 1982. AWARD Association for medical education and research in substance abuse for contributions to the field on alcoholisam in medical education and research, Berkeley SAD; Prvi međunarodni AWARD August Forel, Zurich, 1986., počasni građanin grada San Daniele del Friuli, Italija, 1983. godine.

## Znanstveni radovi
Objavio je niz znanstveno istraživačkih radova, posebno na području alkohologije. Napisao je više od 50 knjiga i oko 400 znanstvenih i stručnih članaka iz psihijatrije i alkohologije.

## Izdavačka djelatnost
Osnovao je Anale Kliničke bolnice Dr. Mladen Stojanović, međunarodni časopis Alcoholism i Mediterranean Journal of Social Psychiatris. Od početka svog rada, Centar za proučavanje i suzbijanje alkoholizma i drugih ovisnosti izdavao je AL klub - alkohološki bilten, iz koga se kasnije razvio današnji Alkohološki glasnik.

## Posljednje počivalište
Vladimir Hudolin sahranjen je 30. prosinca 1996. godine na zagrebačkom groblju Remete.

## Vanjske poveznice
- Stručni skup Vladimir Hudolin i njegovo djelo
- Vladimir Hudolin i Socijalna Psihijatrija
- Prof. Dr. Vladimir Hudolin kao začetnik i promicatalj alkohologije u Hrvatskoj i kasnije diljem svijeta
- Hudolinovi - biografija  Arhivirana inačica izvorne stranice od 11. listopada 2004. (Wayback Machine)